# Кисилиця Юрій Михайлович
Юрій Михайлович Кисилиця (нар. 1 травня 1987, Чернівці, УРСР) — український футболіст, воротар. У минулому гравець національної студентської збірної України, в складі якої став переможцем Всесвітньої Універсіади та отримав звання майстер спорту України міжнародного класу. Нині тренер.

## Життєпис

### Кар'єра гравця
Юрій Кисилиця — вихованець чернівецької ДЮСШ №2 (тренер – Юрій Лепестов), «Буковини» (Чернівці) та УФК (Дніпро). Грав за молодіжні команди: «Дніпро» (Дніпропетровськ), «Кривбас» (Кривий Ріг) та «Таврія» (Сімферополь), а також за клуби першої та другої ліги українського футболу: «Княжа-2» (Щасливе), «Фенікс-Іллічовець» (Калиніне), ПФК «Суми», «Славутич» (Черкаси) та за аматорські команди Івано-Франківської області: «Гуцульщина» (Косів), «Карпати» та «Покуття» (Коломия).

#### В збірній
У 2009 році у складі студентської збірної України буковинець став переможцем Всесвітньої Універсіади та отримав звання «майстер спорту міжнародного класу», а через два роки знову був учасником студентського турніру.

### Тренерська кар'єра
У 2016 році був тренером воротарів чернівецької «Буковини», а у 2017 році Юрій тренував (як граючий наставник) колектив першої футзальної ліги чемпіонату України: «Епіцентр К» (Чернівці). У 2018 та 2019 році входив до тренерського штабу (як тренер по роботі з воротарями): «Покуття» (Коломия) та ФК «Калуш». З липня 2019 року знову працював в тренерському штабі рідної команди. З другої половини жовтня 2021 року виконував обов'язки головного тренера «Буковини».

## Досягнення
- Переможець Всесвітньої Універсіади (1): 2009
- Срібний призер Другої ліги України (1): 2011

## Особисте життя
Одружений, виховує двох дітей.